# Pozo de Los Caveros

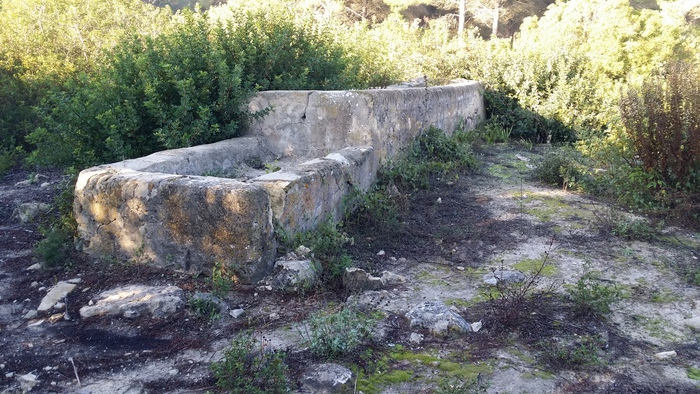
El pozo romano de Los Caveros

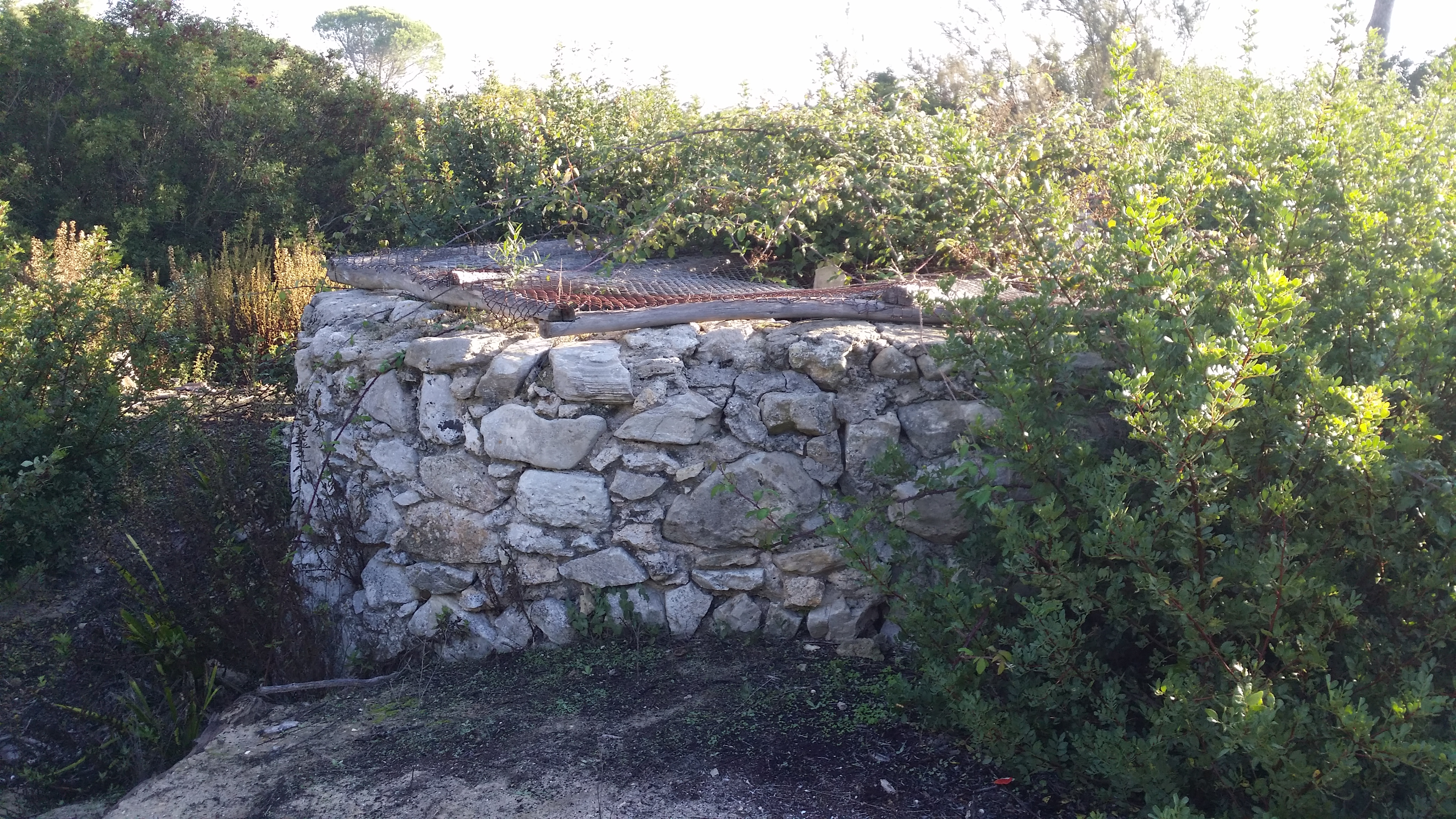
6821537 full

El pozo de Los Caveros es un pozo de origen romano que se encuentra en el Pinar de La Algaida, en Sanlúcar de Barrameda, España. Se mantiene en un aceptable estado de conservación , incluso aun contiene agua pero no está en uso.
En los años 80 , Ramón Corzo excavó una pequeña factoría que había de reparación de barcos de época romana y un embarcadero , en los alrededores de este pozo . Este y otros restos demuestra que La Algaida ha estado muy frecuentada en distintas épocas históricas, aunque hasta la fecha no haya restos que demuestre que ha sido una ciudad o un poblado. 
La Algaida fue una antigua isla en medio del llamado Lacus Ligustinus , con caños del río que la bordeaban. Esos caños se han colmatado en época relativamente reciente y pueden haber estado en el dominio marítimo hasta hace 150 o 200 años.